# 페기 수 결혼하다
《페기 수 결혼하다》(영어: Peggy Sue Got Married)는 1986년 개봉한 미국의 코미디 드라마 영화로, 프랜시스 포드 코폴라 감독이 연출하고 캐슬린 터너, 니컬러스 케이지, 배리 밀러, 캐서린 힉스, 조앤 앨런 등이 출연하였다. 아카데미 여우주연상, 촬영상, 의상상 후보에 올랐다.

## 출연
- 캐슬린 터너 - 페기 수 켈처보델
- 니컬러스 케이지 - 찰리 보델
- 배리 밀러 - 리처드 노빅
- 캐서린 힉스 - 캐럴 히스
- 조앤 앨런 - 매디 네이글
- 케빈 J. 오코너 - 마이클 피츠시먼스
- 짐 캐리 - 월터 게츠
- 리사 제인 퍼스키 - 덜로리스 도지
- 루신다 제니 - 로절리 테스타
- 윌 슈라이너 - 아서 네이글
- 바버라 해리스 - 에블린 켈처
- 돈 머리 - 잭 켈처
- 소피아 코폴라 - 낸시 켈처
- 존 캐러딘 - 리오
- 모린 오설리번 - 엘리자베스 알보그
- 리언 에임스 - 바니 알보그
- 헬렌 헌트 - 베스 보델
- 글렌 위스로 - 테리
- 마셜 크렌쇼 - 가수

## 기타
- 미술: 딘 타불라리스
- 의상: 데아도라 밴 런클
- 배역: 페니 뒤퐁

## 트리비아
이 영화에서 짐 캐리가 보조 출연자로 출연했다.